# Amortidor
|  | Per a altres significats, vegeu «Amortidor (desambiguació)». |

|  | No s'ha de confondre amb Suspensió (automoció). |

Amortidor de gas. Els components són: A - barra; B - pistó amb junta d'estanquitat; C - cilindre; D - dipòsit d'oli; E - pistó flotant; F - càmera d'aire.

Un amortidor o esmorteïdor és un sistema mecànic o hidràulic dissenyat per absorbir i afeblir els impulsos d'un xoc, cosa que du a terme convertint l'energia cinètica del xoc en una altra forma d'energia (normalment calor) la qual és dissipada.
Els amortidors són un component comú de la suspensió dels automòbils i d'altres vehicles que ajuden que les rodes es mantinguin enganxades a terra.

## Tipus d'amortidors
- Amortidor de gas
- Amortidor hidràulic
- Amortidor magneto-reològic
- Maglev